# Shorttrack-Weltmeisterschaften 2011
Die Shorttrack-Weltmeisterschaften 2011 fanden vom 11. bis 13. März 2011 in Sheffield statt. Austragungsort war die Motorpoint-Arena. Es war die insgesamt sechste Austragung der Titelkämpfe in Großbritannien und die zweite in Sheffield, zuvor fanden bereits die Weltmeisterschaften 2000 hier statt.
Insgesamt wurden zwölf Wettbewerbe ausgetragen. Es gab, jeweils für Frauen und Männer, einen Mehrkampf sowie Einzelrennen über 500, 1000 und 1500 Meter. Die acht in der Mehrkampfwertung am besten platzierten Läufer nach diesen drei Strecken traten außerdem über 3000 Meter an. Zusätzlich gab es Staffelwettbewerbe, bei den Frauen über 3000 Meter und bei den Männern über 5000 Meter.
In den Mehrkampf flossen die erzielten Ergebnisse über die vier Einzelstrecken ein. Der Erstplatzierte in einem Einzelrennen bekam 34 Punkte, der Zweite 21, der Dritte 13, der Vierte acht, der Fünfte fünf, der Sechste drei, der Siebte zwei und der Achte einen. Allerdings wurden nur Punkte vergeben, wenn der Läufer das Finale erreichte. Bei einer Disqualifikation wurden keine Punkte zuerkannt. Die Addition der erzielten Punkte eines Läufers ergab das Endklassement im Mehrkampf.

## Teilnehmende Nationen
Insgesamt nahmen an der Weltmeisterschaft 32 Länder mit insgesamt 145 Athleten, 68 Frauen und 77 Männer, teil.
| Teilnehmende Nationen (Frauen/Männer) | Teilnehmende Nationen (Frauen/Männer)                                                                    | Teilnehmende Nationen (Frauen/Männer)                                                                          | Teilnehmende Nationen (Frauen/Männer)                                                                   | Teilnehmende Nationen (Frauen/Männer)              |
| --- | --- | --- | --- | -------------------------------------------------- |
| Argentinien (0/1) Australien (1/1) Bosnien und Herzegowina (0/1) Bulgarien (2/2) Volksrepublik China (5/5) Taiwan (1/1) Deutschland (3/5) | Frankreich (0/5) Großbritannien (2/5) Hongkong (1/1) Israel (0/1) Italien (5/3) Japan (5/3) Kanada (5/5) | Kasachstan (0/1) Kroatien (2/2) Lettland (0/1) Neuseeland (0/1) Niederlande (4/5) Österreich (1/0) Polen (4/4) | Rumänien (2/1) Russland (5/2) Slowakei (1/2) Spanien (2/2) Südkorea (5/5) Tschechien (1/0) Türkei (0/1) | Ukraine (2/2) Ungarn (2/2) USA (5/5) Belarus (2/2) |

## Zeitplan
Der Zeitplan war parallel für Frauen und Männer wie folgt gestaltet.
Freitag, 11. März 2011
- 1500 m: Vorlauf, Halbfinale, Finale

Samstag, 12. März 2011
- 500 m: Vorlauf, Viertelfinale, Halbfinale, Finale
- Staffel: Halbfinale

Sonntag, 13. März 2011
- 1000 m: Vorlauf, Halbfinale, Finale
- 3000 m: Superfinale
- Staffel: Finale

## Ergebnisse

### Frauen

#### Mehrkampf
- In den Spalten 1500, 500, 1000 und 3000 m ist erst angegeben, welche Platzierung der Athlet erreichte, dahinter in Klammern, wie viele Punkte er dafür erhielt.

| Rang | Name              | Punkte | 500 m  | 1000 m | 1500 m | 3000 m |
| ---- | ----------------- | ------ | ------ | ------ | ------ | ------ |
| 1.   | Cho Ha-ri         | 81     | 14 (0) | 1 (34) | 3 (13) | 1 (34) |
| 2.   | Katherine Reutter | 68     | 6 (0)  | 3 (13) | 1 (34) | 2 (21) |
| 3.   | Arianna Fontana   | 57     | 2 (21) | 2 (21) | 4 (8)  | 7 (2)  |
| 4.   | Fan Kexin         | 35     | 1 (34) | 8 (0)  | 10 (0) | 8 (1)  |
| 5.   | Liu Qiuhong       | 26     | 3 (13) | 12 (0) | 13 (0) | 3 (13) |
| 6.   | Park Seung-hi     | 26     | 5 (0)  | 6 (0)  | 2 (21) | 5 (5)  |
| 7.   | Li Jianrou        | 21     | 4 (8)  | 43 (0) | 5 (5)  | 4 (8)  |
| 8.   | Yang Shin-young   | 6      | 19 (0) | 9 (0)  | 6 (3)  | 6 (3)  |

Arianna Fontana bekam fünf Zusatzpunkte.

#### 500 Meter
| Rang | Name               | Zeit         |
| ---- | ------------------ | ------------ |
| 1.   | Fan Kexin          | 44,620 s     |
| 2.   | Arianna Fontana    | 44,687 s     |
| 3.   | Liu Qiuhong        | 44,784 s     |
| 4.   | Li Jianrou         | 44,879 s     |
| 5.   | Park Seung-hi      | 45,190 s     |
| 6.   | Katherine Reutter  | 45,181 s     |
| 7.   | Marianne St-Gelais | 1:13,133 min |
| 8.   | Marie-Ève Drolet   | 45,473 s     |

Datum: 12. März 2011
Rang 1–4 im Finale, Rang 5–8 im Halbfinale.

#### 1000 Meter
| Rang | Name               | Zeit            |
| ---- | ------------------ | --------------- |
| 1.   | Cho Ha-ri          | 1:38,895 min    |
| 2.   | Arianna Fontana    | 1:40,306 min    |
| 3.   | Katherine Reutter  | 2:23,268 min    |
| 4.   | Elise Christie     | 1:33,191 min    |
| 5.   | Lana Gehring       | 1:35,703 min    |
| 6.   | Park Seung-hi      | 1:34,300 min    |
| 7.   | Marianne St-Gelais | 1:36,163 min    |
| 8.   | Fan Kexin          | disqualifiziert |

Datum: 13. März 2011
Rang 1–3 im Finale. Li Jianrou erreichte das Finale, wurde aber zurückgestuft. Rang 4–8 im Halbfinale.

#### 1500 Meter
| Rang | Name              | Zeit         |
| ---- | ----------------- | ------------ |
| 1.   | Katherine Reutter | 2:33,978 min |
| 2.   | Park Seung-hi     | 2:34,218 min |
| 3.   | Cho Ha-ri         | 2:34,336 min |
| 4.   | Arianna Fontana   | 2:34,424 min |
| 5.   | Li Jianrou        | 2:34,486 min |
| 6.   | Yang Shin-young   | 2:35,418 min |

Datum: 12. März 2011
Rang 1–6 im Finale.

#### 3000 Meter Superfinale
| Rang | Name              | Zeit         |
| ---- | ----------------- | ------------ |
| 1.   | Cho Ha-ri         | 5:13,353 min |
| 2.   | Katherine Reutter | 5:13,677 min |
| 3.   | Liu Qiuhong       | 5:17,206 min |
| 4.   | Li Jianrou        | 5:17,730 min |
| 5.   | Park Seung-hi     | 5:20,163 min |
| 6.   | Yang Shin-young   | 5:23,957 min |
| 7.   | Arianna Fontana   | 5:27,601 min |
| 8.   | Fan Kexin         | 5:29,497 min |

Datum: 13. März 2011
Superfinale der acht besten Mehrkämpferinnen nach drei Strecken.

#### 3000 Meter Staffel
| Rang | Name                                                                           | Zeit         |
| ---- | ------------------------------------------------------------------------------ | ------------ |
| 1.   | Volksrepublik ChinaFan Kexin Li Jianrou Zhang Hui Liu Qiuhong                  | 4:16,295 min |
| 2.   | NiederlandeJorien ter Mors Sanne van Kerkhof Yara van Kerkhof Annita van Doorn | 4:17,725 min |
| 3.   | KanadaValérie Maltais Marie-Ève Drolet Jessica Hewitt Marianne St-Gelais       | 4:18,043 min |
| 4.   | SüdkoreaHwang Hyunsun Cho Ha-ri Yang Shin-young Park Seung-hi                  | 4:39,789 min |

Datum: 12. bis 13. März 2011
4 Staffeln im Finale.

### Männer

#### Mehrkampf
- In den Spalten 1500, 500, 1000 und 3000 m ist erst angegeben, welche Platzierung der Athlet erreichte, dahinter in Klammern, wie viele Punkte er dafür erhielt.

| Rang | Name             | Punkte | 500 m  | 1000 m | 1500 m | 3000 m |
| ---- | ---------------- | ------ | ------ | ------ | ------ | ------ |
| 1.   | Noh Jinkyu       | 102    | 23 (0) | 1 (34) | 1 (34) | 1 (34) |
| 2.   | Charles Hamelin  | 50     | 9 (0)  | 2 (21) | 2 (21) | 4 (8)  |
| 3.   | Liang Wenhao     | 47     | 3 (13) | 3 (13) | 13 (0) | 2 (21) |
| 4.   | Simon Cho        | 44     | 1 (34) | 17 (0) | 5 (5)  | 9 (0)  |
| 5.   | Jeff Simon       | 26     | 28 (0) | 6 (0)  | 3 (13) | 3 (13) |
| 6.   | Olivier Jean     | 23     | 2 (21) | 7 (0)  | 10 (0) | 7 (2)  |
| 7.   | Liu Xianwei      | 13     | 4 (8)  | 19 (0) | 8 (0)  | 5 (5)  |
| 8.   | François Hamelin | 11     | 7 (0)  | 4 (8)  | 11 (0) | 6 (3)  |

Simon Cho bekam fünf Zusatzpunkte.

#### 500 Meter
| Rang | Name              | Zeit            |
| ---- | ----------------- | --------------- |
| 1.   | Simon Cho         | 42,307 s        |
| 2.   | Olivier Jean      | 42,429 s        |
| 3.   | Liang Wenhao      | 42,493 s        |
| 4.   | Liu Xianwei       | 42,523 s        |
| 5.   | Niels Kerstholt   | 58,500 s        |
| 6.   | Jon Eley          | 1:11,002 min    |
| 7.   | François Hamelin  | 1:13,490 min    |
| 8.   | Thibaut Fauconnet | 44,516 s        |
| 9.   | Charles Hamelin   | disqualifiziert |

Datum: 12. März 2011
Rang 1–5 im Finale, Rang 6–9 im Halbfinale.

#### 1000 Meter
| Rang | Name               | Zeit         |
| ---- | ------------------ | ------------ |
| 1.   | Noh Jinkyu         | 1:28,552 min |
| 2.   | Charles Hamelin    | 1:28,663 min |
| 3.   | Liang Wenhao       | 1:29,203 min |
| 4.   | François Hamelin   | 1:29,459 min |
| 5.   | Maxime Châtaignier | 1:27,758 min |
| 6.   | Jeff Simon         | 1:28,706 min |
| 7.   | Olivier Jean       | 1:27,786 min |
| 8.   | Niels Kerstholt    | 1:28,838 min |
| 9.   | Song Weilong       | 1:27,874 min |

Datum: 13. März 2011
Rang 1–4 im Finale, Rang 5–9 im Halbfinale.

#### 1500 Meter
| Rang | Name            | Zeit         |
| ---- | --------------- | ------------ |
| 1.   | Noh Jinkyu      | 2:18,291 min |
| 2.   | Charles Hamelin | 2:18,676 min |
| 3.   | Jeff Simon      | 2:18,725 min |
| 4.   | Song Weilong    | 2:19,675 min |
| 5.   | Simon Cho       | 2:20,702 min |
| 6.   | Um Cheon-ho     | 2:22,314 min |
| 7.   | Lee Ho-suk      | 2:24,285 min |

Datum: 12. März 2011
Rang 1–7 im Finale.

#### 3000 Meter Superfinale
| Rang | Name             | Zeit         |
| ---- | ---------------- | ------------ |
| 1.   | Noh Jinkyu       | 4:51,638 min |
| 2.   | Liang Wenhao     | 4:51,877 min |
| 3.   | Jeff Simon       | 4:52,181 min |
| 4.   | Charles Hamelin  | 4:52,406 min |
| 5.   | Liu Xianwei      | 4:53,698 min |
| 6.   | François Hamelin | 4:54,485 min |
| 7.   | Olivier Jean     | 4:55,198 min |
| 8.   | Song Weilong     | 5:15,131 min |

Datum: 13. März 2011
Superfinale der acht besten Mehrkämpfer nach drei Strecken.

#### 5000 Meter Staffel
| Rang | Name                                                                 | Zeit            |
| ---- | -------------------------------------------------------------------- | --------------- |
| 1.   | KanadaCharles Hamelin Michael Gilday Olivier Jean François Hamelin   | 6:52,731 min    |
| 2.   | DeutschlandRobert Becker Paul Herrmann Robert Seifert Christoph Milz | 6:54,693 min    |
| 3.   | Vereinigte StaatenKyle Carr Jeff Simon Travis Jayner Anthony Lobello | 7:01,659 min    |
| 4.   | SüdkoreaKim Byeong-jun Lee Ho-suk Noh Jin-kyu Um Cheon-ho            | disqualifiziert |

Datum: 12. bis 13. März 2011
4 Staffeln im Finale.

## Medaillenspiegel
| Rang   | Nation              | Gold | Silber | Bronze | Gesamt |
| ------ | ------------------- | ---- | ------ | ------ | ------ |
| 1      | Südkorea            | 7    | 1      | 1      | 9      |
| 2      | Vereinigte Staaten  | 2    | 2      | 4      | 8      |
| 3      | Volksrepublik China | 2    | 1      | 5      | 8      |
| 4      | Kanada              | 1    | 4      | 1      | 6      |
| 5      | Italien             | –    | 2      | 1      | 3      |
| 6      | Deutschland         | –    | 1      | –      | 1      |
|        | Niederlande         | –    | 1      | –      | 1      |
| Gesamt | Gesamt              | 12   | 12     | 12     | 36     |